# Them Crooked Vultures
Them Crooked Vultures foi um projeto de stoner rock formado em 2009 por John Paul Jones (Led Zeppelin), Josh Homme (Queens of the Stone Age e ex-Kyuss) e Dave Grohl (Foo Fighters e Nirvana). O projeto foi indiretamente anunciado em 2005 por Dave Grohl para a revista Mojo. A primeira apresentação da banda foi realizada no dia 9 de agosto de 2009 no Metrô de Chicago.

## Membros
Membros oficiais
- Josh Homme – vocal e guitarra (2009–presente)
- John Paul Jones – baixo, teclado, clavinete, piano, bandolim, violino, backing vocals (2009–presente)
- Dave Grohl – bateria, percussão, backing vocals (2009–presente)

Membro não-oficial
- Alain Johannes – guitarra, baixo, teclado, backing vocals (2009–presente)

## Discografia

### Álbuns de estúdio
- 2009 - Them Crooked Vultures

### Singles
- 2009 - "New Fang"
- 2009 - "Mind Eraser, No Chaser"